# Liste de aeroporturi
- După coduri IATA: A • B • C • D • E • F • G • H • I • J • K • L • M • N • O • P • Q • R • S • T • U • V • W • X • Y • Z

- După coduri ICAO: A • B • C • D • E • F • G • H • I • J • K • L • M • N • O • P • Q • R • S • T • U • V • W • X • Y • Z

- Liste de baze militare

- După țară: vezi Categorie:Liste de aeroporturi

- După zonă metropolitană: vezi Categorie:Liste de aeroporturi locale

- Listă de aeroporturi ce oferă servicii comerciale, vezi: Destinații ale liniilor aeriene

- Listă de aeroporturi denumite după personalități